# NGC 5487
NGC 5487 (другие обозначения — MCG 1-36-21, ZWG 46.61, IRAS14072+0818, PGC 50537) — галактика в созвездии Волопас.
Этот объект входит в число перечисленных в оригинальной редакции «Нового общего каталога».